# Maliye Piyango Spor Kulübü 2017-2018 (pallavolo)
Questa voce raccoglie le informazioni riguardanti il Maliye Piyango Spor Kulübü nelle competizioni ufficiali della stagione 2017-2018.

## Organigramma societario
Area direttiva
- Presidente: Recep Biçer

Area tecnica
- Allenatore: Serdar Uslu
- Allenatore in seconda: Çağlar Dayı
- Scoutman: Mirko Radisavljević

## Rosa
| N° | Nome              | Ruolo | Data di nascita  | Nazionalità sportiva |
| -- | ----------------- | ----- | ---------------- | -------------------- |
| 1  | Aslan Ekşi        | P     | 14 maggio 1989   | Turchia              |
| 3  | Yüksel Bıdak      | C     | 6 giugno 1994    | Turchia              |
| 4  | Antti Siltala     | S     | 14 marzo 1984    | Finlandia            |
| 5  | Deniz İvgen       | L     | 18 maggio 1998   | Turchia              |
| 6  | Ǵorǵi Ǵorǵiev     | P     | 22 maggio 1992   | Macedonia del Nord   |
| 7  | Fatih Uslu        | O     | 29 maggio 1998   | Turchia              |
| 8  | Halil Yücel       | S     | 24 novembre 1989 | Turchia              |
| 9  | Oliver Venno      | O     | 23 maggio 1990   | Estonia              |
| 10 | Kemal Kayhan      | C     | 2 gennaio 1983   | Turchia              |
| 11 | Murat Karakaya    | S     | 27 giugno 1987   | Turchia              |
| 12 | Ali Yılmaz        | S     | 5 aprile 1999    | Turchia              |
| 14 | Ömer Dur          | C     | 17 agosto 1994   | Turchia              |
| 15 | Murat Tokgöz      | L     | 29 febbraio 1984 | Turchia              |
| 17 | Mihajlo Stanković | S     | 5 giugno 1993    | Serbia               |
| 18 | Uğur Güneş        | C     | 11 agosto 1993   | Turchia              |

## Statistiche

### Statistiche di squadra
| Competizione     | Punti | In casa | In casa | In casa | In trasferta | In trasferta | In trasferta | Totale | Totale | Totale |
| Competizione     | Punti | G       | V       | P       | G            | V            | P            | G      | V      | P      |
| ---------------- | ----- | ------- | ------- | ------- | ------------ | ------------ | ------------ | ------ | ------ | ------ |
| Efeler Ligi      | 35,4  | 14      | 9       | 5       | 16           | 7            | 9            | 30     | 16     | 14     |
| Coppa di Turchia | -     | 1       | 1       | 0       | 1            | 1            | 0            | 5      | 4      | 1      |
| Challenge Cup    | -     | 4       | 3       | 1       | 4            | 4            | 0            | 8      | 7      | 1      |
| Totale           | -     | 19      | 13      | 6       | 21           | 12           | 9            | 43     | 27     | 16     |

G = partite giocate; V = partite vinte; P = partite perse

### Statistiche dei giocatori
| Giocatore    | Efeler Ligi | Efeler Ligi | Efeler Ligi | Efeler Ligi | Efeler Ligi | Coppa di Turchia | Coppa di Turchia | Coppa di Turchia | Coppa di Turchia | Coppa di Turchia | Challenge Cup | Challenge Cup | Challenge Cup | Challenge Cup | Challenge Cup | Totale | Totale | Totale | Totale | Totale |
| Giocatore    | P           | PT          | AV          | MV          | BV          | P                | PT               | AV               | MV               | BV               | P             | PT            | AV            | MV            | BV            | P      | PT     | AV     | MV     | BV     |
| ------------ | ----------- | ----------- | ----------- | ----------- | ----------- | ---------------- | ---------------- | ---------------- | ---------------- | ---------------- | ------------- | ------------- | ------------- | ------------- | ------------- | ------ | ------ | ------ | ------ | ------ |
| Y. Bıdak     | 26          | 74          | 50          | 17          | 7           | 3                | 6                | 4                | 2                | 0                | 4             | 9             | 6             | 2             | 1             | 33     | 89     | 60     | 21     | 8      |
| Ö. Dur       | 6           | 21          | 11          | 10          | 0           | 0                | 0                | 0                | 0                | 0                | 1             | 2             | 1             | 1             | 0             | 7      | 23     | 12     | 11     | 0      |
| A. Ekşi      | 20          | 13          | 6           | 2           | 5           | 2                | 4                | 3                | 1                | 0                | 3             | 1             | 1             | 0             | 0             | 25     | 18     | 10     | 3      | 5      |
| Ǵ. Ǵorǵiev   | 29          | 76          | 25          | 38          | 13          | 5                | 18               | 6                | 8                | 4                | 8             | 24            | 9             | 9             | 6             | 42     | 118    | 40     | 55     | 23     |
| U. Güneş     | 30          | 147         | 99          | 32          | 16          | 5                | 37               | 27               | 8                | 2                | 8             | 38            | 28            | 7             | 3             | 43     | 222    | 154    | 47     | 21     |
| D. İvgen     | 12          | 2           | 2           | 0           | 0           | 0                | 0                | 0                | 0                | 0                | 2             | 0             | 0             | 0             | 0             | 14     | 2      | 2      | 0      | 0      |
| M. Karakaya  | 24          | 52          | 49          | 0           | 3           | 3                | 8                | 5                | 2                | 1                | 2             | 1             | 1             | 0             | 0             | 29     | 61     | 55     | 2      | 4      |
| K. Kayhan    | 27          | 153         | 89          | 54          | 10          | 5                | 36               | 20               | 14               | 2                | 8             | 58            | 35            | 19            | 4             | 40     | 247    | 144    | 87     | 16     |
| A. Siltala   | 19          | 109         | 95          | 6           | 8           | 5                | 41               | 37               | 2                | 2                | 5             | 48            | 37            | 5             | 6             | 29     | 198    | 169    | 13     | 16     |
| M. Stanković | 27          | 230         | 202         | 14          | 14          | 2                | 14               | 12               | 1                | 1                | 8             | 97            | 69            | 13            | 15            | 37     | 341    | 283    | 28     | 30     |
| M. Tokgöz    | 29          | 0           | 0           | 0           | 0           | 5                | 0                | 0                | 0                | 0                | 8             | 0             | 0             | 0             | 0             | 42     | 0      | 0      | 0      | 0      |
| F. Uslu      | 4           | 23          | 16          | 5           | 2           | 0                | 0                | 0                | 0                | 0                | 0             | 0             | 0             | 0             | 0             | 4      | 23     | 16     | 5      | 2      |
| O. Venno     | 30          | 530         | 455         | 35          | 40          | 5                | 93               | 75               | 8                | 10               | 8             | 144           | 122           | 8             | 14            | 43     | 767    | 652    | 51     | 64     |
| A. Yılmaz    | 4           | 7           | 6           | 1           | 0           | 0                | 0                | 0                | 0                | 0                | 0             | 0             | 0             | 0             | 0             | 4      | 7      | 6      | 1      | 0      |
| H. Yücel     | 26          | 234         | 191         | 26          | 17          | 3                | 39               | 32               | 4                | 3                | 5             | 41            | 38            | 0             | 3             | 34     | 314    | 261    | 30     | 23     |

P = presenze; PT = punti totali; AV = attacchi vincenti; MV = muri vincenti; BV = battute vincenti